# سالم العجالين
سالم العجالين (1988 -) قادح في خيبر، يقدح حاليا في تفاحة. 